# Centrum voor Economisch en Sociaalwetenschappelijk Onderzoek
Het Centrum voor Economisch en Sociaalwetenschappelijk Onderzoek (CESWO, Ceswo) is een Surinaams onderzoeksbureau.
Het centrum werd in 1971 opgericht door de landbouwkundige en socioloog Deryck Ferrier die het zijn carrière lang leidde. Het was aanvankelijk aan de Coppenamestraat gevestigd en vestigde zich later aan de Flamboyantstraat, beide in Paramaribo.
Het centrum doet onder meer onderzoek voor de Surinaamse overheid.
Voor het aantrekken van deelnemers aan publieksonderzoeken werden in de beginjaren loterijen opgezet. In 1990 kwam Ferrier met het plan om de Surinaamse gulden te vervangen door de Nederlandse, om zo de Surinaamse economie uit het slop te trekken.